# Merremia dissecta
Merremia dissecta es una especie de planta trepadora perteneciente a la familia Convolvulaceae. En Cuba se la llama bejuco de indio.

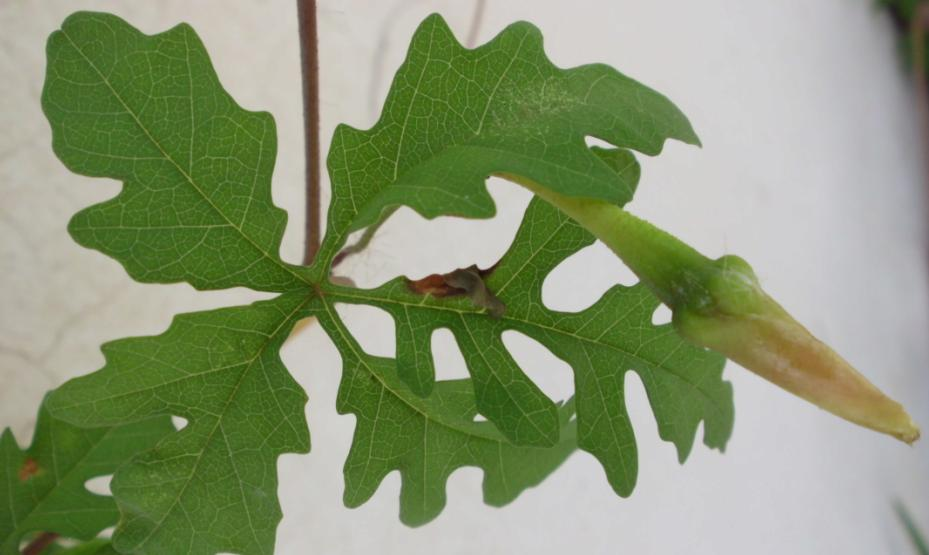
Detalle de la hoja

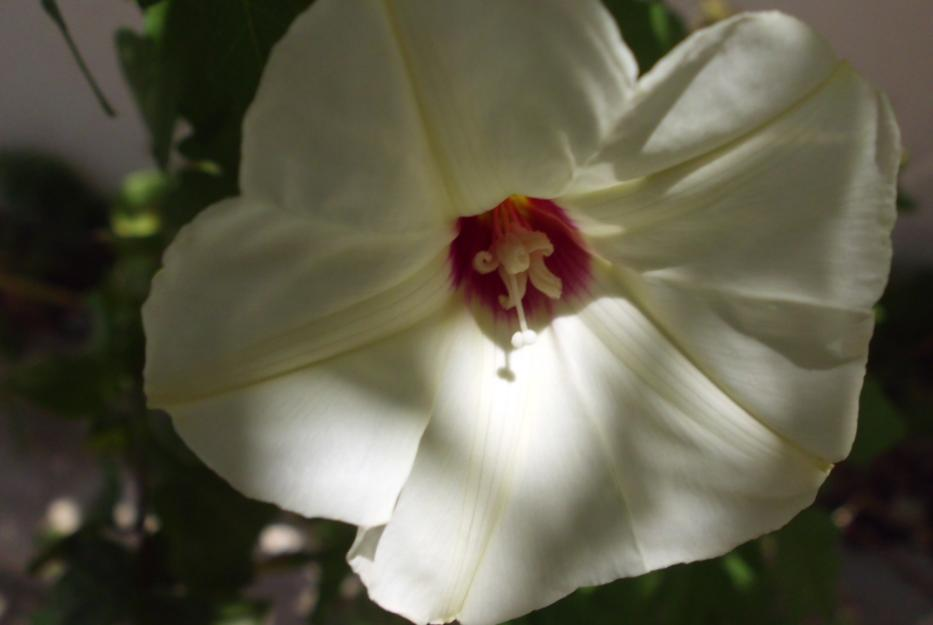
Flor

## Descripción
Son plantas trepadoras perennes; con tallos herbáceos, desarrollándose desde una raíz leñosa, volubles, ligeramente hirsutos a glabros. Las hojas palmadas, divididas casi hasta la base, 7–9-lobadas, de 4–7 cm de largo y 4–10 cm de ancho, cordadas, generalmente glabras, lobos sinuados, sinuado-dentados o crenados. Las inflorescencias ocasionalmente cimosas y axilares o las flores solitarias; sépalos oblongos, 18–25 mm de largo, mucronados, glabros; corola campanulada, 3–4.5 cm de largo, glabra, blanca con el centro purpúreo. Frutos globoso-comprimidos, de 1–2 cm de ancho, parcialmente rodeados por el cáliz acrescente, glabros; semillas ovoides, glabras, negras.

## Distribución y hábitat
Es una especie poco común que se encuentra en sitios alterados, a una altitud de 0–400 metros; fl y fr jul–ago; desde Estados Unidos (Florida) hasta el norte del Río Amazonas, también en las Antillas.

## Taxonomía
Merremia dissecta fue descrita por (Jacq.) Hallier f. y publicado en Botanische Jahrbücher für Systematik, Pflanzengeschichte und Pflanzengeographie 16(4–5): 552. 1893.
Etimología
Merremia: nombre genérico que fue otorgado en honor del naturalista alemán Blasius Merrem (1761 - 1824).
dissecta: epíteto latino que significa "finamente cortada".
Variedad aceptada
- Merremia dissecta var. edentata O'Donell

Sinonimia
- Convolvulus dissectus Jacq.
- Convolvulus palmatus Mill.
- Ipomoea dissecta (Jacq.) Pers.
- Ipomoea sinuata Ortega
- Merremia dissecta var. dissecta
- Operculina dissecta (Jacq.) House	[5][6]